# Quận Morgan, Alabama
Quận Morgan là một quận thuộc tiểu bang Alabama, Hoa Kỳ. Đây là quận đông dân nhất Vùng đô thị Decatur và là quận đông dân thứ nhì trong Khu vực thống kê đô thị kết hợp Huntsville-Decatur. Quận được lập từ lãnh thổ Alabama ngày 6/2/1818 từ khu vực đất thu được từ người Anh-điêng Cherokee trong Hiệp ước Turkeytown, tên gọi ban đầu là quận Cotaco . Năm 1821, quận này đã được đổi tên theo anh hùng, tướng chiến tranh cách mạng Mỹ Daniel Morgan của Virginia
Quận này được đặt tên theo. Theo điều tra dân số của Cục điều tra dân số Hoa Kỳ năm 2000, quận có dân số người. Quận lỵ đóng ở.

## Địa lý
Theo Cục điều tra dân số Hoa Kỳ, quận có tổng diện tích 599 dặm Anh vuông (1552 km2), trong đó có 1508 km2 là diện tích mặt đất và 44 km2 là diện tích mặt nước.

### Xa lộ chính
- Interstate 65
- U.S. Route 31
- U.S. Highway 72 Alternate
- U.S. Highway 231
- State Route 20
- State Route 24
- State Route 36
- State Route 67

### Adjacent counties
- Quận Madison (đông bắc)
- Quận Marshall (đông)
- Quận Cullman (nam)
- Quận Lawrence (tây)
- Quận Limestone (tây bắc)